# USS Montpelier (SSN-765)
| «Монтпілієр»                                              | «Монтпілієр»                            | «Монтпілієр»                            |
| --------------------------------------------------------- | --------------------------------------- | --------------------------------------- |
| USS Montpelier (SSN-765)                                  |                                         |                                         |
|                                                           |                                         |                                         |
|                                                           |                                         |                                         |
| Порт приписки                                             | Гротон, штат Коннектикут                | Гротон, штат Коннектикут                |
| Спуск на воду                                             | 23 серпня 1991 року                     | 23 серпня 1991 року                     |
| Сучасний статус                                           | В активній службі                       | В активній службі                       |
| Проєкт                                                    |                                         |                                         |
| Класифікація НАТО                                         | Los Angeles class                       | Los Angeles class                       |
| Основні характеристики                                    |                                         |                                         |
| Швидкість (надводна)                                      | 25 вузлів                               | 25 вузлів                               |
| Швидкість (підводна)                                      | 33 вузла                                | 33 вузла                                |
| Робоча глибина занурення                                  | до 280 метрів                           | до 280 метрів                           |
| Гранична глибина занурення                                | 450 метрів                              | 450 метрів                              |
| Екіпаж                                                    | 12 офіцерів, 98 матросів                | 12 офіцерів, 98 матросів                |
| Розміри                                                   |                                         |                                         |
| Довжина найбільша (по КВЛ)                                | 110,3 метра                             | 110,3 метра                             |
| Ширина корпусу найб.                                      | 10 метрів                               | 10 метрів                               |
| Середня осадка (по КВЛ)                                   | 9,4 метра                               | 9,4 метра                               |
| Водотоннажність надводна                                  | 6096 тонн                               | 6096 тонн                               |
| Силова установка                                          |                                         |                                         |
| 1 турбіна потужністю 30 000 к.с. з приводом одного гвинта |                                         |                                         |
| Озброєння                                                 |                                         |                                         |
| Торпедно- мінне озброєння                                 | 4 × 21 (533 мм) торпедні апарати        | 4 × 21 (533 мм) торпедні апарати        |
| Ракетне озброєння                                         | 12 ракет Томагавк вертикального запуску | 12 ракет Томагавк вертикального запуску |

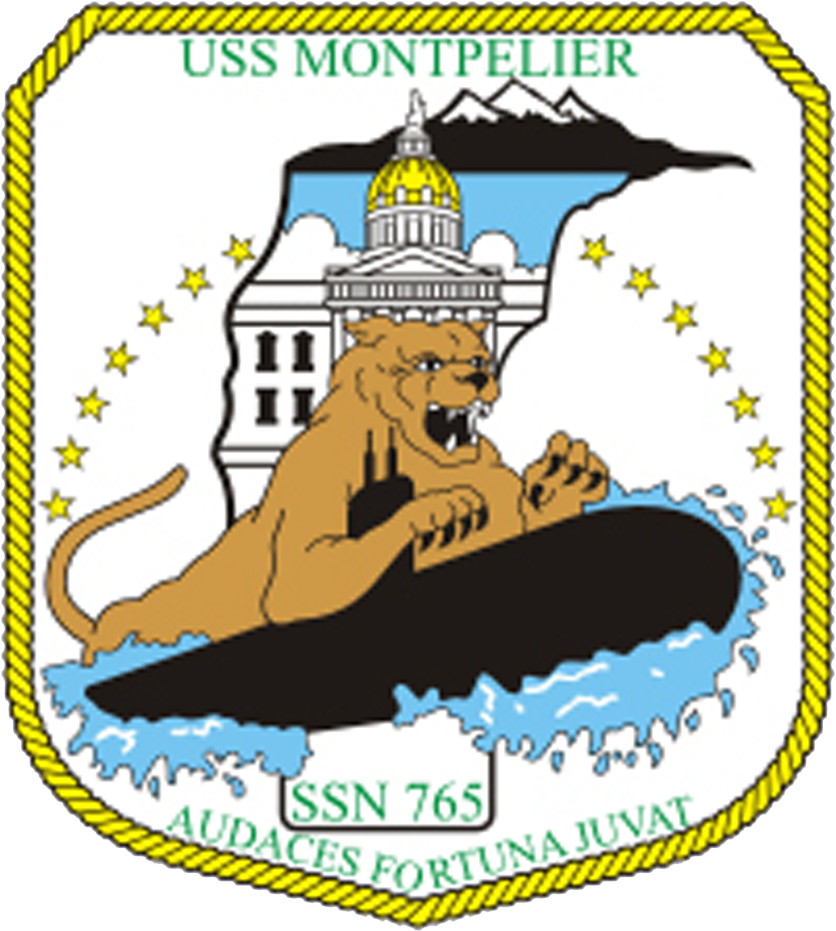
Емблема човна

«Монтпілієр»(англ. USS Montpelier (SSN-765)) — багатоцільовий атомний підводний човен, є 54-тим в серії з 62 підводних човнів типу «Лос-Анжелес», побудованих для ВМС США. Він став третім кораблем ВМС США з такою назвою. Підводний човен названий на честь міста Монтпілієр, штат Вермонт. Призначений для боротьби з підводними човнами і надводними кораблями противника, а також для ведення розвідувальних дій, спеціальних операцій, перекидання спецпідрозділів, нанесення ударів, мінування, пошуково-рятувальних операцій. Субмарина належить до третьої серії (Flight III) модифікації підводних човнів типу «Лос-Анжелес».

## Історія створення
Контракт на будівництво підводного човна був присуджений 6 лютого 1987 року американській верфі Newport News Shipbuilding, яка розташована в Ньюпорт-Ньюс, штат Вірджинія . Церемонія закладання кіля відбулася 19 травня 1989 року.  6 квітня 1991 року відбулася церемонія хрещення. Хрещеною матір'ю стала Ненсі Хейс Сунуну  дружина Джона Сунуну , тодішнього Голови адміністрації Білого дому. Субмарина спущена на воду 23 серпня 1991 року. Здана в експлуатацію 13 березня 1993 року. Портом приписки є військово-морська база Гротон, штат Коннектикут.

## Історія служби
У 1995 році підводний човен брав участь у Боснійській війні.
USS Montpelier був першим підводним човном, який запустив крилаті ракети "Томагавк" під час  Війні в Іраку у 2003 році.
13 жовтня 2012 року підводний човен зіткнувся з крейсером USS San Jacinto (CG-56) біля східного узбережжя США поблизу Флориди. На момент інциденту обидва кораблі проводили навчання. На борту жодного корабля ніхто не постраждав.